# Carl Hierta
Carl Hierta, född 2 januari 1719 i Hjälstads socken, Skaraborgs län, död 6 december 1793 i Fullestads socken, Älvsborgs län, var en svensk friherre och militär. Han var bror till Lars Hierta (1718–1778).

## Biografi
Hierta deltog som fänrik i slaget vid Villmanstrand 1741 och blev där fången. Han utmärkte sig därpå i pommerska kriget och blev 1759 överstelöjtnant och 1761 överste. År 1773 blev han generalmajor och 1778 generallöjtnant, och erhöll 1788 befälet över den norska fronten, men tog följande år avsked. Hierta var förbandschef för Dalregementet 1768–1777. Han tog livlig del i partistriderna under frihetstiden, till att börja med som hatt, men övergick vid riksdagen 1771/72 till det kungliga partiet.

### Familj
Carl Hierta var son till översten Lars Hierta och Emerentia Sparre.
Hierta gifte sig första gången 26 december 1746 med Fredrika Johanna Rosenhane (1725–1753), dotter till generalmajoren Göran Rosenhane och friherrinnan Edla Brita Banér. De fick tillsammans barnen Charlotta Eleonora Hierta (1747–1778), som var gift med kammarherren Hans Hierta, Edla Emerentia Hierta (1749–1804), som var gift med kammarherren Carl Fredrik Reuterhielm, översten Göran Gustaf Hierta (1750–1817) och Carl Otto Hierta (1751–1752).
Hierta gifte sig andra gången 4 november 1756 med Maria Charlotta von Plomgren (1735–1793), dotter till kommerserådet Tomas Plomgren och Brita Christina Funck. De fick tillsammans barnen överstelöjtnante Carl Hierta (1757–1797), Brita Maria Hierta (1760–1824), som var gift med översten Johan Lorentz Rutensparre, landshövdingen Lars Hierta (1762–1835) i Jönköpings län, majoren Fredrik Hierta (1764–1827), Fredrika Johanna Hierta (1765–1835), som var gift med tygmästaren Hans Jacob Chierlin, Ulrika Hierta (1768–1851), som var gift med överstelöjtnanten Johan Isak Cedercrona, och landshövdingen Hans Järta (1774–1847) i Kopparbergs län.